# ملعب الإمبراطورية
ملعب الإمبراطورية هو ملعب كرة قدم متعدد الأغراض يقع في مالطا، يتسع لـ 30000 متفرج. بدأ بناؤه في 1922 وافتتح في نفس العام. تم إغلاقه في 1981.